# Château de Poillé
Le château de Poillé est un château situé sur la commune de Charentilly, dans le département d'Indre-et-Loire.

## Historique
L'ancienne châtellenie relevait du château de Tours et appartenait à l'abbaye de Marmoutier au XIIe siècle, qui en fait don à rente à Renaut.
En 1611, Thomas Bonneau, écuyer, est propriétaire du fief. Il passe par la suite à Jacques Legaigneur, écuyer, trésorier général des finances et grand voyer de la généralité de Tours, maire de Tours, et son épouse Anne de Lucz. Devenu propriété d'Antoine-Joseph-Louis Chauvereau, écuyer, conseiller au présidial de Tours et chevalier d'honneur au bureau des finances, il passe ensuite à Paul-François-Nicolas-Dominique Chauvereau, écuyer, capitaine de vaisseau, et à sa femme Marie-Anne Girollet de Boisregnault.
En 1770, Jean-Chrysostome-Étienne Richard de la Missardière acquiert le domaine.
L'actuel château de Poillé est construit en 1838 pour Charles Moisant par l'architecte Phidias Vestier. Déjà propriétaire du manoir des Ligneries voisin, Moisant deviendra maire de Charentilly. L'architecte Vestier a réutilisé des matériaux de l'ancien manoir de la Hardillière. 
Son fils, le comte Pèdre Moisant, en hérite (son autre fils, Louis Moisant, héritant des Ligneries). Il élève sur la propriété plusieurs monuments religieux.
Par la suite, on trouve notamment le baron Alfred Hainguerlot (1882-1907), né au château de Villandry petit-fils du Maréchal Nicolas Charles Oudinot, son gendre le baron de La Rüe du Can de Champchevrier (1908-vers 1920), Antoinette de Maniquet Vauberet (1903-1995), puis depuis 2008 à son arrière petite fille Laurence de Bordas.[réf. nécessaire]
Le château a subi deux incendies, en 1915 et 1966. 

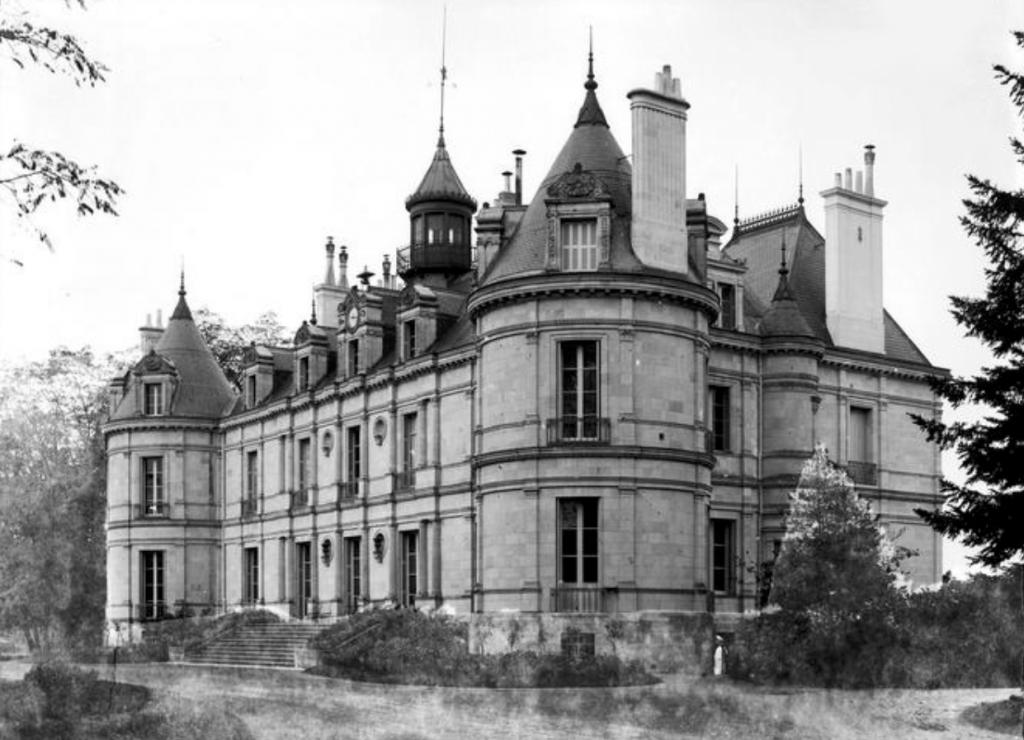
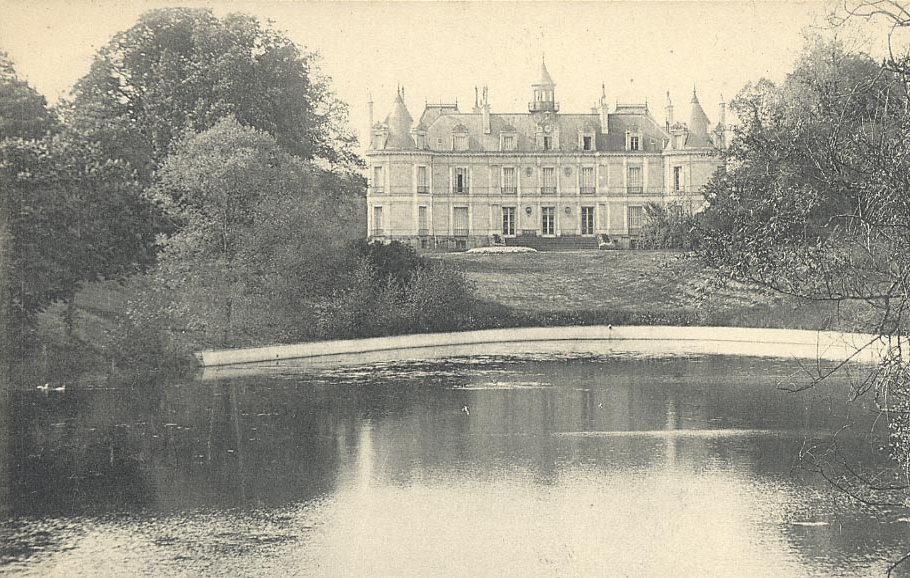
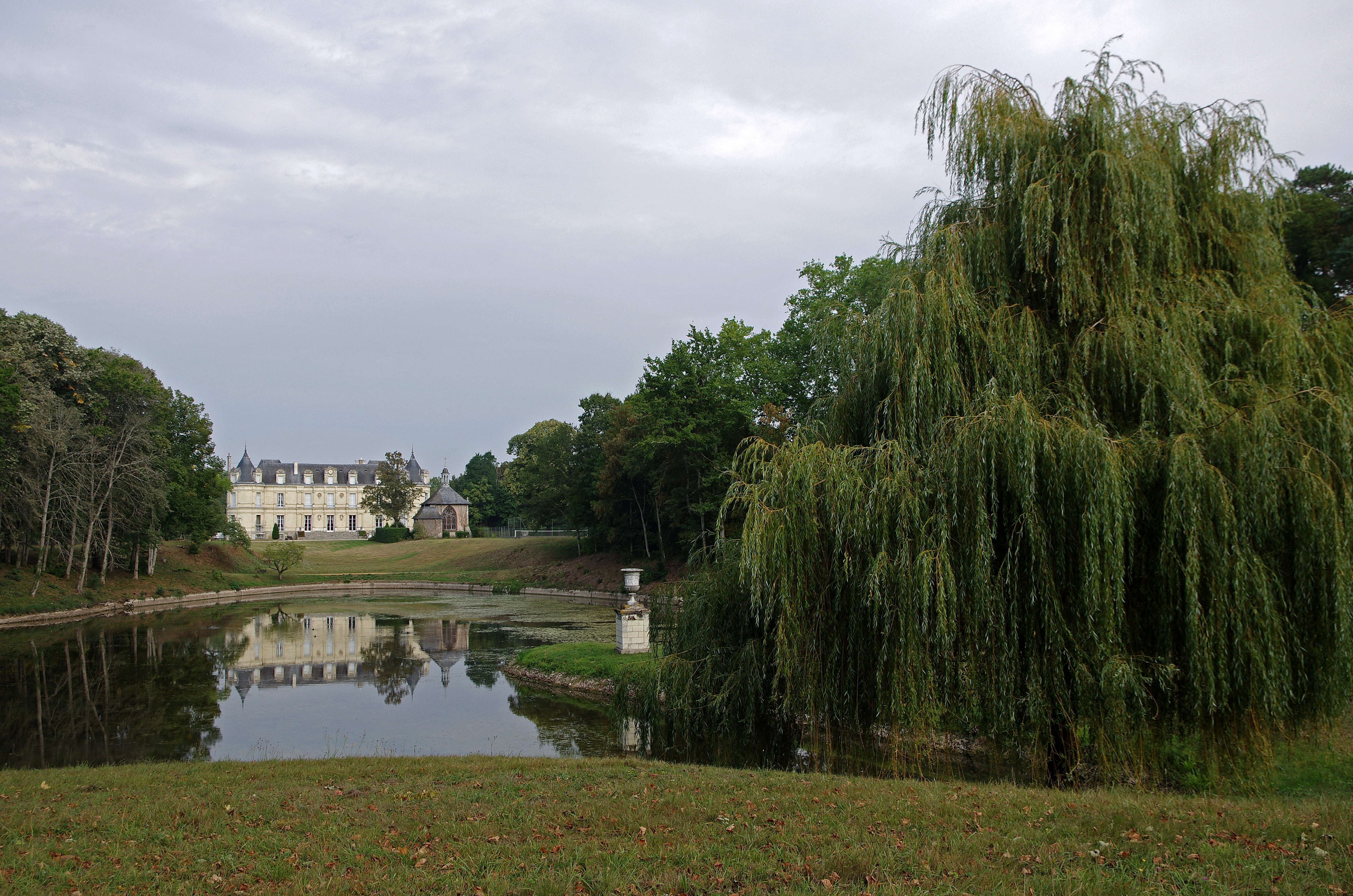